# Attaque d'Oum El Achar (1956)
Pour les articles homonymes, voir Bataille d'Oum El Achar.
L'attaque d'Oum El Achar a lieu dans la nuit du 1er au 2 juin 1956 opposant les combattants marocains de l'Armée de libération nationale à l'armée française dans le poste d'Oum El Achar, dernier poste sur la route d'Agadir, côté marocain, 150 km au nord de Tindouf en Algérie française que les maquisards et nationalistes marocains revendiquent comme appartenant au Maroc. 

## Contexte
Née dans le Rif et le Moyen Atlas entre 1953 et 1955, l'Armée de libération nationale décide de déplacer vers mai-juin 1956 les opérations dans le sud après l'indépendance du Maroc. L'ALN revendique ainsi la libération des régions de Tindouf et Béchar, de l'enclave d'Ifni, du Sahara occidental et de la Mauritanie, au profit du Maroc.
L'ALN composée initialement de contingents berbères du Rif et du Moyen-Atlas, est renforcée par de nombreuses tribus du sud. À savoir les Tekna, les Aït Atta, les Aït Baâmrane, les Reguibat, les Aarib du Draa, les Ouled Khilane, les Aït-Khebbach et les Ouled Bou Sbaa. Les contingents se regroupent dans la région de l'Oued Drâa.
Le poste français d'Oum El Achar, également appelé Fort Jurion, a été construit entre 1948 et 1955 pour contrôler le trafic le long du Draâ.
Le dispositif français dans la région est sous-doté et désorganisé : entre Atar et Béchar il y a trois compagnies motorisées de 200 homme chacune et deux compagnies de méhariste. Ces effectifs français doivent faire face à des « bandes armés » le long du Drâa, côté marocain, cumulant en tout 800 hommes motorisés. 

## Déroulement
L'attaque est lancée dans la nuit du 1er au 2 juin 1956. Une colonne de 100 à 400 hommes de Armée de libération nationale, amenés dans des camions, aux ordres d'un membre de la famille de Ma El Aïnin, composée en majorité de Reguibat, mais également de Zemmours, attaque le poste d'Oum El Achar dans la région de Tindouf. Le poste est commandé par le lieutenant Gilbert Lentignac de la compagnie méhariste de la Saoura et la garnison est composée en majorité de tirailleurs sénégalais et Châamba algériens. L'ALN tue le lieutenant Lentignac et anéantit la moitié de la garnison. Les maquisards marocains se replient et emmènent avec eux des travailleurs civils ralliés à l'ALN au Maroc. Le bilan pour la garnison est de 1 mort, 6 blessés et 10 soldats musulmans portés disparus. D'après l'écrivain Attilio Gaudio la position française a été enlevée par l'ALN alors que Max Lejeune, ministre français du Sahara déclare en 1958 au Conseil de la République que le poste n'a pas été pris.

## Bilan et conséquences
L'attaque a un grand retentissement, même dans la presse parisienne, et est considérée comme la première opération militaire de l'ALN au Sahara.
Le lieutenant Lentignac reçoit la croix de chevalier de la Légion d'honneur à titre posthume.

« Chef de peloton porté d'une haute valeur morale et militaire - Au cours de l'attaque du poste d'OUM EL ACHAR dans la nuit du 1er au 2 juin 1956 par une forte bande rebelle, a su regrouper son personnel, se portant aux points les plus menacés, encourageant les uns, mettant en place les autres, communiquant a tous sa foi dans la victoire - Combattant jusqu'au sacrifice, a donné un exemple des plus hautes vertus militaires - A inscrit son nom au palmarès des Officiers les plus glorieux »

— Citation à l'ordre de l'armée du lieutenant Lentignac

### Sources bibliographiques
1. ↑  Pointier, p. 66.
2. ↑  Gaudio, p. 77.
3. ↑  Trout, p. 417.
4. 1 2  Gaudio, p. 75.